# نعامينية
نعامينية (الاسم العلمي: Struthioni) هي رتيبة تتبع رتبة النعاميات من صنف الطيور الحديثة.

## فصائل
- †إيليترورنسية (باللاتينية: Eleutherornithidae) وهي فصيلة أحفورية منقرضة
- †حبارية قديمة (باللاتينية: Palaeotididae) وهي فصيلة أحفورية منقرضة
- نعامية (باللاتينية: Struthionidae)